# Flaga stanowa Wirginii Zachodniej
Flaga stanowa Wirginii Zachodniej – kolory oznaczają Unię (niebieski) i klarowność instytucji stanowych (biały). Tarczę herbową podtrzymują rolnik i górnik, symbolizujący dwa główne zawody. Skała oznacza trwałość i ciągłość. Wyryto na niej datę utworzenia tego stanu (20 czerwca 1863 roku). Czapka frygijska i karabiny przypominają, że stan zdobył wolność i będzie jej bronić.
Przyjęta 7 marca 1929 roku. Proporcje 10:19.